# Kopenhagen gibt es nicht
Kopenhagen gibt es nicht (dänisch København findes ikke, englisch Copenhagen Does Not Exist) ist ein psychologisches Drama des Oscar-nominierten Drehbuchautors Eskil Vogt unter der Regie von Martin Skovbjerg. Das Drehbuch basiert auf dem Roman Sander von Terje Holtet Larsen.

## Handlung
Der Film erzählt die Geschichte von Ida, einer jungen Frau, die spurlos verschwindet, und ihrem Freund Sander. Drei Monate nach ihrem Verschwinden lässt sich Sander auf eine ungewöhnliche Vereinbarung ein: Er lässt sich in einer Wohnung von Idas Vater Porath und ihrem Bruder Victor verhören. Sander erzählt, wie die Beziehung zwischen Ida und ihm von einer intensiven Intimität geprägt ist, die sie dazu bringt, sich von der Außenwelt abzuschotten, obgleich sie mitten in der pulsierenden Stadt Kopenhagen leben. Während des Verhörs in Poraths leerer Wohnung wird offenbar, dass Sander womöglich nicht die ganze Wahrheit erzählt. Der Film beleuchtet die Grenzen der Erinnerung, die Verlässlichkeit von Erzählungen und die komplexe Dynamik einer unkonventionellen Beziehung. Offen bleibt die Frage, ob die Entscheidung zur Isolation wirklich eine beiderseitige war und wer in dieser Beziehung Täter und wer Opfer ist.

## Produktion und Veröffentlichung
Die Premierenaufführung des Films erfolgte am 25. Januar 2023 beim Rotterdam Filmfestival, in Dänemark wurde der Film erstmals am 9. Februar 2023 aufgeführt.

## Auszeichnungen
- 2023; Sven Nykvist Cinematography Award für Kameramann Jacob Møller, Göteborg Film Festival[3]